# Mimela sericopyga
Mimela sericopyga är en skalbaggsart som beskrevs av Ohaus 1914. Mimela sericopyga ingår i släktet Mimela och familjen Rutelidae. Inga underarter finns listade i Catalogue of Life.